# Parosela lutea
Parosela lutea là một loài thực vật có hoa trong họ Đậu. Loài này được (Cav.) Rose mô tả khoa học đầu tiên năm 1909.